# 吕国 (汉朝)
呂国（前187年—前180年），存在於中国汉朝前期。呂國是吕后分封的诸侯国，封地在济南郡一帶。
被授封呂王有四人：
1. 吕肃王呂台：呂后长兄呂澤之子。在位於前187年，計一年。
2. 呂王呂嘉：呂台之子。在位於前186年—前182年，其後遭到叔父呂產廢位。
3. 吕王吕产：吕台之弟，在位於前182年—前181年，其後改封梁王 。
4. 吕王刘太：為汉惠帝最幼子。在位前181年—前180年，其後改封济川王，呂王爵位廢除。